# كياثون براوني
كياثون براوني (الاسم العلمي: Cyathea brownii) هو نوع غير مؤكد من النباتات يتبع جنس الكياثون من الفصيلة الكياثونية.